# Logopedia (czasopismo)
Logopedia – czasopismo naukowe wydawane przez Polskie Towarzystwo Logopedyczne.

## Informacje o czasopiśmie
Czasopismo „Logopedia” jest organem Polskiego Towarzystwa Logopedycznego wydawanym od roku 1960 jako rocznik. W „Logopedii” publikowane są artykuły dotyczące kultury języka i biologicznych uwarunkowań rozwoju i zaburzeń mowy. Czasopismo ma charakter interdyscyplinarny, publikuje oryginalne prace opisujące mowę, jej rozwój i zaburzenia z perspektywy lingwistycznej (nauki humanistyczne), psychologicznej i pedagogicznej (nauki społeczne) oraz klinicznej (nauki medyczne).  

## Historia
W 1960 roku staraniem Komisji Logopedycznej ukazał się pierwszy numer czasopisma, które pierwotnie nosiło tytuł: „Logopedia – Zagadnienia Kultury Żywego Słowa”. Pierwszym redaktorem „Logopedii” został  twórca polskiej logopedii – Profesor Leon Kaczmarek, który pełnił tę funkcję do roku 1990, po czym nastąpiła zmiana redakcji czasopisma i XVII tom, zatytułowany „Współczesne trendy w logopedii”, wydany został pod redakcją prof. Bogdana Adamczyka i prof. Zbigniewa Tarkowskiego. 
W latach 1991–2000 redaktorem naczelnym czasopisma był prof. Bogdan Adamczyk. Od roku 2000 Polskie Towarzystwo Logopedyczne i Redakcja „Logopedii” mają swoją siedzibę w Zakładzie Logopedii i Językoznawstwa Stosowanego UMCS w Lublinie (obecnie Katedrze Logopedii i Językoznawstwa Stosowanego), a funkcję redaktora naczelnego pełnią wybierani na kolejne kadencje Przewodniczący Polskiego Towarzystwa Logopedycznego. 
W latach 2000–2008 i 2014-2017 był nim prof. Stanisław Grabias, pod jego redakcją ukazały się tomy od 28. do 37. oraz 43/44 i 45. 
W latach 2008–2014 redaktorem naczelnym kolejnych tomów „Logopedii” (od 38. do 42.) był dr hab. prof. UMCS Tomasz Woźniak. 
W 2008 r. Zarząd Główny PTL, jako jedno z głównych zadań w swojej kadencji, wyznaczył umiędzynarodowienie czasopisma. Od tego czasu do chwili obecnej „Logopedia” ukazuje się w dwóch wersjach językowych: drukowana jest w języku polskim, zaś w języku angielskim dostępna jest na stronie internetowej PTL. 
Od roku 2017 funkcję przewodniczącej PTL oraz redaktor naczelnej „Logopedii” sprawuje dr hab. prof. UMCS Jolanta Panasiuk. Funkcję sekretarza czasopisma nieprzerwanie od roku 1998 pełni dr Urszula Jęczeń. 
Dotychczas ukazało się 48 tomów czasopisma. Tomy 47. i 48. mają objętość dwóch woluminów. 
Okładkę czasopisma w obecnej postaci zaprojektowała dr Ewa Niestorowicz.
„Logopedia” jest indeksowana w następujących bazach: BazHUm, The Central European Journal of Social Sciences and Humanities, ERIH PLUS, ICI Journal Master List Index Copernicus, Główna Biblioteka Lekarska, POL-index, Arianta.

## Redaktorzy naczelni
- Leon Kaczmarek (t. 1-15). Tom 16. nie ukazał się;
- Bogdan Adamczyk (t. 17-26). Tom 17. pt. „Współczesne trendy w logopedii” pod red. B. Adamczyka i Z. Tarkowskiego;
- Stanisław Grabias (t. 27-37 oraz 43/44-45). Tom 28. „Typologie zaburzeń słuchu, głosu i komunikacji językowej” pod red. S. Grabiasa i Z. M. Kurkowskiego;
- Tomasz Woźniak (t. 38-42);
- Jolanta Panasiuk (t. 46, 47-1, 47-2, 48-1, 48-2,–).

## Komitet Naukowy
- Barbara Bokus (Uniwersytet Warszawski);
- Li-Rong Lilly Cheng (San Diego State University, USA);
- Steen Fibiger (Centrum Rehabilitacji, Odence, Dania);
- Dobrinka Georgiewa (South-West University, Department of Logopedie, Błagojewgrad, Bułgaria);
- Stanisław Grabias (Uniwersytet w Siedlcach);
- Anna Herzyk (Uniwersytet Marii Curie-Skłodowskiej, Lublin);
- Kazimiera Krakowiak (Katolicki Uniwersytet Lubelski Jana Pawła II, Lublin);
- Péter Lajos (ELTE University Barczi Gusztáv Faculty of Special Education, Budapest);
- Andrzej M. Lewicki (UMCS, Lublin);
- Edward Łuczyński (Uniwersytet Gdański);
- Bronisław Rocławski (Szkoła Wyższa Przymierza Rodzin, Warszawa);
- Magdalena Smoczyńska (Instytut Badań Edukacyjnych, Warszawa);
- Maria Zarębina (Uniwersytet Komisji Edukacji Narodowej w Krakowie).